# 박태진 (배우)
박태진(1983년 9월 15일 ~ , 부산광역시 출생)은 대한민국의 배우이다.

## 출연작

### 방송
- 2021년 KBS 《누가 뭐래도》
- 2020년 KBS 《비밀의 남자》
- 2020년 JTBC 《시지프스 : the myth》
- 2020년 JTBC 《언더커버》
- 2020년 JTBC 《모범형사》
- 2020년 JTBC 《검사내전》
- 2019년 JTBC 《멜로가 체질》
- 2019년 KBS 《국민 여러분!》
- 2019년 KBS 《왜그래 풍상씨》

### 영화
- 2020년 《게임의 법칙》- 대식 역
- 2020년 《남편이 필요해》 - 조감독 역
- 2020년 《신황제를 위하여》-송추식 역
- 2019년 《일진 나쁜녀석들》- 사카모토 역
- 2019년 《은지: 돌이킬 수 없는 그녀》 - 영계어부 역
- 2018년 《기묘한 가족》- 마을주민 역(고정)